# Val Lasties
La Val Lasties è una delle più suggestive valli delle Dolomiti, nel gruppo montuoso del Sella (in ladino Group de la Sela) .

## Geografia
La Val Lasties è attraversata dal corso superiore del Ruf de Antermont, che si unisce al torrente Avisio nei pressi di Canazei. La valle, che attraversa il Gruppo di Sella tagliandolo longitudinalmente è famosa per la sua caratteristica forma a canyon, incassata al centro delle Dolomiti, con strapiombi che spesso superano i 500 m d'altezza e scorci suggestivi.
L'altezza elevata, che va dai 2.953 metri della Forcella dei Camosci ai 1.900 metri del Pian de Schiavaneis, fa sì che nella Val Lasties non siano presenti alberi. Per quasi tutti i 4 km della sua lunghezza, è caratterizzata da una gigantesca distesa di frammenti di rocce e ghiaioni, e solamente alla fine tutto ciò lascia spazio a un sottile strato erboso.

## Vie di accesso
Si può raggiungere facilmente la Val Lasties da Canazei, seguendo il segnavia 647 che parte dalla frazione di Pradel. Partendo dal Sass Pordoi, vetta facilmente raggiungibile grazie alla funivia di Passo Pordoi, un sentiero ridiscende il Valon del Fos arrivando fino alla valle. Partendo dal Passo Gardena, si può infine raggiungere la valle seguendo la Via Alpina fino all'imbocco del 647.

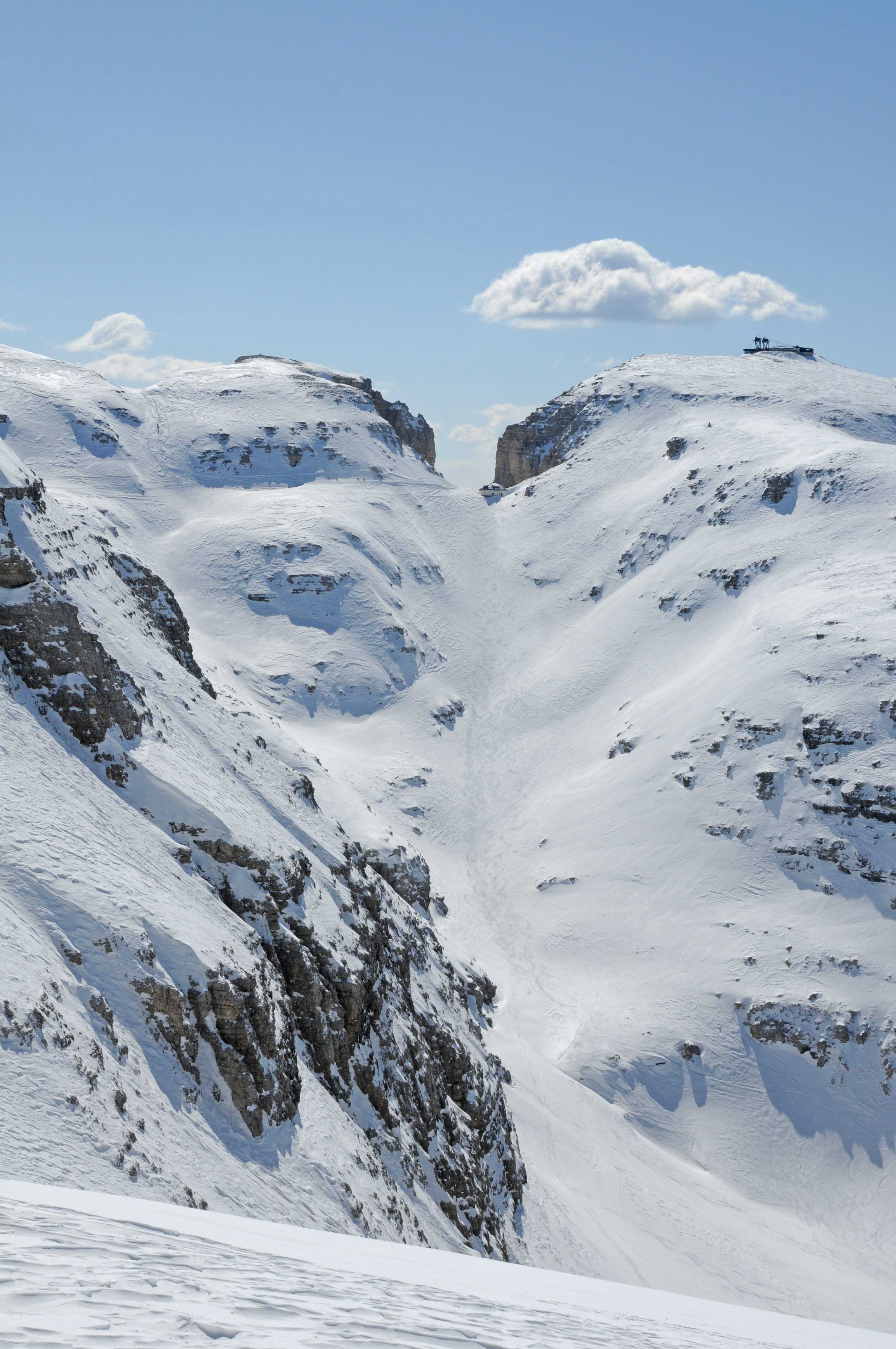
Imbocco sud della valle dalla forcella Pordoi